# Hans Meyer (géographe)
Pour les articles homonymes, voir Hans Meyer et Meyer.
Hans Meyer (né le 22 mars 1858 à Hildburghausen, Duché de Saxe-Meiningen - 5 juillet 1929 à Leipzig, Allemagne) est un explorateur et un géographe allemand.

## Biographie
Explorateur, il suit le même trajet que Sámuel Teleki mais ne fait pas partie de son expédition. En 1887, il est le premier à atteindre le sommet du Kilimanjaro. En 1888-1889, il essaie avec Oscar Baumann une seconde expédition dans le même secteur mais est capturé lors de la révolte d'Abushiri. 
Il visite encore les montagnes des îles Canaries et les Andes et, en 1915, devient professeur titulaire de géographie coloniale (Kolonialgeographie) à l'université de Leipzig et éditeur de la maison d'édition Bibliographisches Institut à Leipzig.

## Hommage
De nombreux taxons lui ont été dédiés. :
- Begonia meyeri-johannis Engl.
- Ceropegia meyeri-johannis Engl.
- Clerodendrum meyeri-johannis Mildbr.
- Gynura meyeri-johannis O. Hoffm.
- Helichrysum meyeri-johannis
- Humularia meyeri-johannis (Harms & De Wild.) P.A.Duvign.
- Jasminum meyeri-johannis Engl.
- Halenia meyeri-johannis Gilg
- Sedum meyeri-johannis Engl. , etc.

## Liste partielle des publications
- Eine Weltreise. Leipzig (1885)
- Zum Schneedom des Kilima-Ndscharo. Berlin (1888)
- Ostafrikanische Gletscherfahrten. Leipzig (1890)
  - (en) Across East African glaciers, an account of the first ascent of Kilimandjaro. G. Philips & S., London, 1891.
- Die Insel Tenerife. Leipzig (1896)
- Der Kilima-Ndscharo. Berlin (1900)
- Die Eisenbahnen im tropischen Afrika. Leipzig (1902)
- In den Hochanden von Ekuador. Berlin (1907)